# Владимир Кузмановић
Владимир Кузмановић (Београд, 31. јул 1971) јесте српски кошаркашки стручни консултант, коментатор, јутјубер, бивши кошаркаш и функционер. Играо је на позицији бека. Завршио је Пету београдску гимназију 1990. године
Обављао је дужност директора мушких репрезентативних селекција у Кошаркашком савезу Србије (КСС). Повремено је стручни консултант током ТВ преноса кошаркашких утакмица, а највише се у тој улози задржао на телевизији Спорт клуб. Са спортским коментатором Луком Спасовским води канал на јутјубу под називом Košarkaški podcast sa Lukom i Kuzmom.

## Каријера
Каријеру је почео у ОКК Београду у којем као јуниор 1990. године у Краљеву постаје првак Србије, постигавши 42 поена у финалу против домаћина Слоге, што га је препоручило руководству ОКК са којим је потписао први професионални уговор. После тога на позив Муте Николића прелази у БФЦ Беочин. У Беочину проводи наредне три године и са клубом стиже до финала плеј-офа ЈУБА лиге у сезони 1995/96. где су поражени од Партизана с резултатом 3 : 2 у победама иако су водили са 2 : 0. Један од разлога за пораз била је и чињеница да је у 4ој утакмици доживео прелом метатарзалне кости десног стопала.
Током лета 1997. је заједно са Топићем и Топаловићем прешао из БФЦ-а у Црвену звезду. Са београдским црвено-белима је стигао до финала међународног Купа Радивоја Кораћа 1998. где је у двомечу био успешнији Меш из Вероне. Кузмановић је на седамнаест одиграних утакмица у овом такмичењу био Звездин трећи стрелац са 185 поена (просек 10,9) и најбољи асистент екипе са 2,2 успешна додавања у просеку. Поред тога Црвена звезда је у сезони 1997/98. освојила титулу првака државе након што је у финалу плеј-офа савладала ФМП из Железника. Кузмановић је у лигашком делу домаћег првенства бележио 8,8 поена по мечу, а у плеј-офу је са 55 поена у осам сусрета допринео освајању шампионске титуле. Укупно је у сезони 1997/98. на 54 утакмице у свим такмичењима постигао 502 поена и био је четврти стрелац клуба. По завршетку сезоне Звезда није хтела да продужи уговор са њим.
Сезону 1998/99. проводи у Беобанци код тренера Дарка Руса. Бележио је просечно 14,2 поена у домаћем првенству, а изабран је да игра и на ол-стар утакмици ЈУБА лиге. Након сезоне у Беобанци прелази у подгоричку Будућност. Са подгоричким клубом је освојио две титуле првака СР Југославије (2000 и 2001) и један куп (2001). Поред тога је у њиховом дресу по први пут заиграо у Евролиги.
Након три сезоне у Будућности прешао је у Спируу из Шарлоаа 2002. У овом клубу је провео једну сезону у којој је освојен куп као и титула првака Белгије . Сезону 2003/04. проводи у Аполону из Патре где је на 25 одиграних утакмица у грчкој Првој лиги бележио просечно 4,7 поена по мечу. Током лета 2004. потписује за румунски Асесофт Плоешти. У овом клубу је провео последњу сезону у каријери током којих је освојио титулу првака Румуније. Такође је освојио и ФИБА Еврокуп 2005. када је проглашен најкориснијим играчем завршног дела такмичења.

## Успеси

### Клупски
- Црвена звезда :
  - Првенство СР Југославије (1) : 1997/98.
- Будућност :
  - Првенство СР Југославије (2) : 1999/00, 2000/01.
  - Куп СР Југославије (1) : 2000/01.
- Спироу Шарлроа:
  - Првенство Белгије (1): 2002/03.
  - Куп Белгије (1): 2003.
- Асесофт Плоешти :
  - ФИБА Еврокуп (1) : 2004/05.
  - Првенство Румуније (2): 2004/05.
  - Куп Румуније (1) : 2005.